# Húnavatnshreppur
Húnavatnshreppur (kiejtése: ˈhuːnaˌvasːˌr̥ɛhpʏr̥) önkormányzat Izland Északnyugati régiójában, amely 2006. január 1-jén jött létre Bólstaðahlíðarhreppur, Sveinsstaðahreppur, Svínavatnshreppur és Torfalækjarhreppur egyesülésével. 2006-ban összevonták Áshreppurral.

## Fordítás
- Ez a szócikk részben vagy egészben  a   Húnavatnshreppur című izlandi Wikipédia-szócikk ezen változatának fordításán alapul.  Az eredeti cikk szerkesztőit annak laptörténete sorolja fel. Ez a jelzés csupán a megfogalmazás eredetét és a szerzői jogokat jelzi, nem szolgál a cikkben szereplő információk forrásmegjelöléseként.